# 聖人瀑布
聖人瀑布位於台灣台北市士林區，外雙溪上游內雙溪支流，屬淡水河流域。清朝稱半山泉，日治時代改稱聖人瀧（瀧即瀑布之意），為懸谷式瀑布，瀑布高約17公尺，寬約6公尺，為陽明山國家公園內著名的瀑布景觀，國內影視業的外景隊也經常於此地取景拍攝古裝武俠片，尤以退隱山林或修練獨門秘笈的橋段為背景。1993年（民國82年）5月30日發生2死2重傷26輕傷的落石傷亡意外後即封閉至今，現今只能於對岸遠眺而無法進入到瀑布下方。

## 簡介
1930年代起，聖人瀑布就是受歡迎的一日登山行之景點。
聖人瀑布風光明媚，瀑布加上小橋流水，夏季吸引不少民眾前來戲水，二十年前是相當受歡迎的景點。但因溪水底下潛藏暗流及夏季熱雷雨溪水暴漲迅速，溺水受困事件頻傳。且瀑布旁呈90度的峭壁屬頁岩結構，經風化後會自然掉落。1993年（民國82年）5月30日，聖人瀑布發生一起2死2重傷26輕傷的落石意外，之後陽明山國家公園管理處就圍起柵欄，封閉聖人瀑布。
但當地居民認為，只要封閉危險的地方就好，根本不用完全封閉，白白浪費聖人瀑布的風景。後居民向立委陳情，於2013年（民國102年）11月27日首度舉行公聽會，要陽明山管理處聽到在地的聲音。公聽會才一開始，居民就無法認同管理處的說法，管理處為了安全考量而封閉瀑布，但瀑布的開放和當地商機密切相關，雙方的立場大不相同，仍然無法達成共識。

## 交通資訊
- 自行開車：由中山高速公路（國道1號）下台北交流道後轉重慶北路四段（省道台2乙線），過百齡橋後直行中正路接福林路，於至善路一段右轉行駛至三段336巷後，再往前行160公尺處有一斜岔路可前往瀑布觀景處。

- 大眾運輸：由台北車站搭乘台北捷運淡水線 ( 紅線 ) 至劍潭站，步行至基河路臺北表演藝術中心對面的「捷運劍潭站(基河)」站，轉乘首都客運小18線【捷運劍潭站─聖人瀑布】至聖人瀑布站下車，再由站亭右方岔路右轉步行進入[5]。

## 外部連結
- 在Youtube的聖人瀑布影像 （页面存档备份，存于）